# Nakaya-Inseln
Die Nakaya-Inseln sind eine kleine Inselgruppe vor der Loubet-Küste des Grahamlands auf der Antarktischen Halbinsel. Sie liegen 16 km südöstlich des Kap Rey im Crystal Sound.
Von 1958 bis 1959 durchgeführte Vermessungen des Falkland Islands Dependencies Survey dienten ihrer Kartierung. Das UK Antarctic Place-Names Committee benannte die Gruppe 1960 nach dem japanischen Physiker Ukichiro Nakaya (1900–1962), der sich mit der Struktur und den Eigenschaften von Eis- und Schneekristallen befasst hatte.